# 蘇格蘭 (康乃狄克州)
蘇格蘭（英語：Scotland）是一個位於美國康乃狄克州溫德姆縣的城鎮。

## 地理
蘇格蘭的座標為41°42′01″N 72°04′59″W / 41.70028°N 72.08306°W，而該地的平均海拔高度為83米（即272英尺）。

## 人口
根據2010年美國人口普查的數據，蘇格蘭的面積為48.40平方千米，當中陸地面積為48.20平方千米，而水域面積為0.20平方千米。當地共有人口1746人，而人口密度為每平方千米36.07人。